# Rayan Philippe
Pour les articles homonymes, voir Philippe.
Ne doit pas être confondu avec l'acteur américain Ryan Phillippe.

Rayan Philippe, né le 23 octobre 2000 à Nice, est un footballeur français qui évolue au poste d'ailier gauche au Hambourg SV

## Biographie

### Carrière en club

#### Formation et arrivée à Dijon
Niçois de naissance, Rayan Philippe a commencé à jouer au Rapid de Menton, passant ensuite par plusieurs petits clubs des Alpes-Maritimes, sur la Riviera française, avant de rejoindre le centre de formation de Dijon en 2015,,,.
Dans la deuxième partie de la saison 2017-18, il fait ses débuts avec l'équipe réserve dijonnaise en National 2, buteur dès sa troisième apparition, lors d'une victoire 2-1 contre le Jura Dolois marquant le dernier but de la rencontre, décisif.

#### Débuts en France
Le 24 août 2019, Rayan Philippe fait ses débuts en équipe première, remplaçant Frédéric Sammaritano lors d'une défaite 2-0 à domicile en Ligue 1 contre Bordeaux.
Signant son premier contrat professionnel avec Dijon fin janvier 2020,,, il est prêté dans la foulée au Sporting Toulon en National,. Dans un club en difficulté sportivement, Philippe marque son premier but le 21 février 2020, lors d'une victoire 3-0 contre le FC Villefranche en championnat, avant que la saison ne soit interrompue par la pandémie de covid.
De retour en Bourgogne pour la saison 2020-21, Rayan Philippe prend part à tous les premiers matchs du championnat, connaissant même sa première titularisation le 13 septembre 2020, lors de l'affrontement contre Brest. Mais le jeune attaquant est finalement prêté à nouveau, cette fois en Ligue 2, à l'AS Nancy,. Titulaire en début de saison, il la termine avec un temps de jeu plus faible, revenant à Dijon avec un avenir en suspens.

#### Révélation au Luxembourg
Libéré de son contrat par Dijon, Rayan Philippe rejoint à l'été 2021 le Swift Hesperange en Championnat du Luxembourg.
Après une première saison d'adaptation, où il commence déjà à s'illustrer face au but, Philippe va réellement se révéler lors de l'exercice 2022-23,.
Faisant rapidement montre de ses qualités de vitesse et percussion et son adresse dans le dernier tiers, Philippe va faire les gros titres tout au long de la saison, comme le joueur le plus décisif du monde : aucun joueur d'une première division nationale ne compte autant de buts et passes décisives que lui, le plaçant devant des joueurs comme Haaland, Mbappé ou Messi, bien que la différence de niveau entre les championnats rende ce titre surtout symbolique,,,,,.
Il permet également à son équipe d'être la dernière encore invaincue de toutes les premières divisions européennes au mois de janvier,,, prenant surtout part au premier titre du club d'Hesperange dans l'élite luxembourgeoise,,.

### Carrière en sélection
International français en équipes de jeunes, Rayan Philippe compte deux sélections avec les moins de 20 ans sous Lionel Rouxel, en 2019.

## Style de jeu
Rayan Philippe est décrit à ses débuts comme un avant-centre puissant et élégant, avec un physique imposant, évoquant un style de jeu proche d'un Zlatan Ibrahimović. Mais c'est surtout comme ailier, principalement sur le côté gauche, que le jeune attaquant va exprimer ses qualités naturelles, notamment sa vitesse et sa capacité à attaquer l'espace pour se montrer décisif.

## Palmarès
| Swift Hesperange - Championnat du Luxembourg (1) - Champion en 2022-23 |